# 4-Clorofenol
4-Clorofenol é um dos isômeros do clorofenol, de fórmula química C6H5ClO. A substância se apresenta como cristais amarelos a incolores com odor característico e pouco solúveis em água.
A substância se decompõe por aquecimento produzindo vapores tóxicos e corrosivos, como cloreto de hidrogênio e cloro. 4-Clorofenol reage com oxidantes.
Utilizado na mais diversas atividades industriais incluindo: branqueamento da polpa da celulose na indústria de papel, formação de drogas e está presente em resíduos de gás e óleos industriais.
A substância é irritante para os olhos, pele e sistema respiratório, e pode ter efeitos sobre o sistema nervoso central.